# Haus zum Dolder

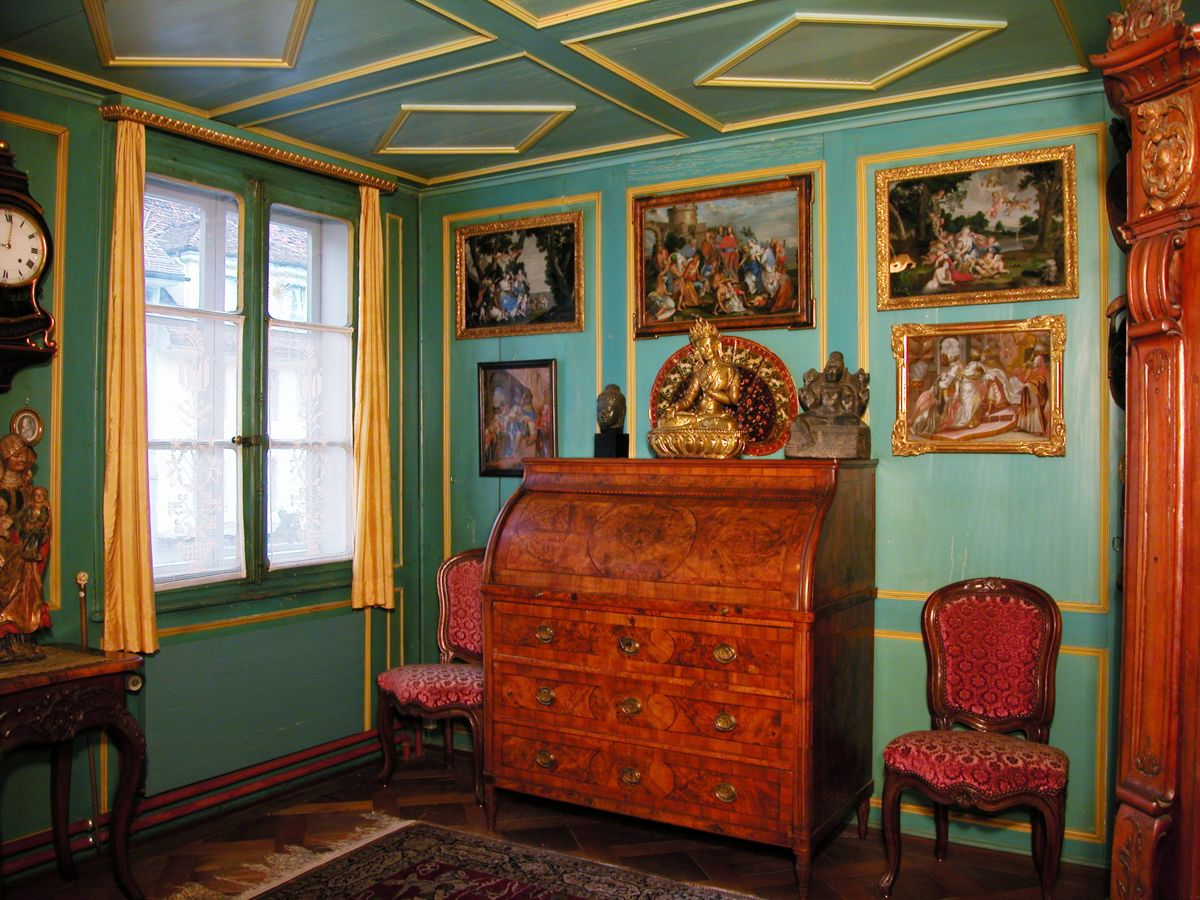
Wohnzimmer

Das Haus zum Dolder ist ein Museum, das sich der Geschichte und Kultur des Michelsamtes widmet. Besichtigungen sind nur in Führungen und nach Anmeldung möglich.
Das Haus zum Dolder mitten im Flecken Beromünster war während mehr als 100 Jahren ein Arzthaus. Drei Generationen von Landärzten – Josef Dolder, Edmund Müller-Dolder mit seiner Frau Hedwig und ihr Sohn Edmund Müller jun. – haben in dieser Zeit eine Privatsammlung aufgebaut. Nach dem Tod des letzten Arztes 1976 ging die Sammlung an die „Stiftung Dr. Edmund Müller“ über.
Das Museum befindet sich im ehemaligen Wohnhaus der Arztfamilie. Beim Besuch des stattlichen Hauses, das noch weitgehend im originalen Zustand erhalten ist, geht man durch die Wohn- und Praxisräume des Stifters und seiner Familie und erhält dadurch einen Einblick in die Lebens- und Arbeitswelt eines Landarztes und Kunstsammlers.

## Sammlung
Der Fokus der Sammlung liegt auf der künstlerischen Produktion im Umkreis des Chorherrenstifts Beromünster in der späten Barockzeit. Als Ergänzung zum Stiftsschatz dokumentiert sie die weltliche Kultur des Stifts. Ein weiterer Sammlungsbereich belegt das berufliche Interesse der Sammlerfamilie an der Medizingeschichte, Volksmedizin und Volksfrömmigkeit.
Von schweizweiter Bedeutung sind insbesondere die Sammlungsbereiche Hinterglas und Flühli-Glas. Weitere Schwerpunkte sind:

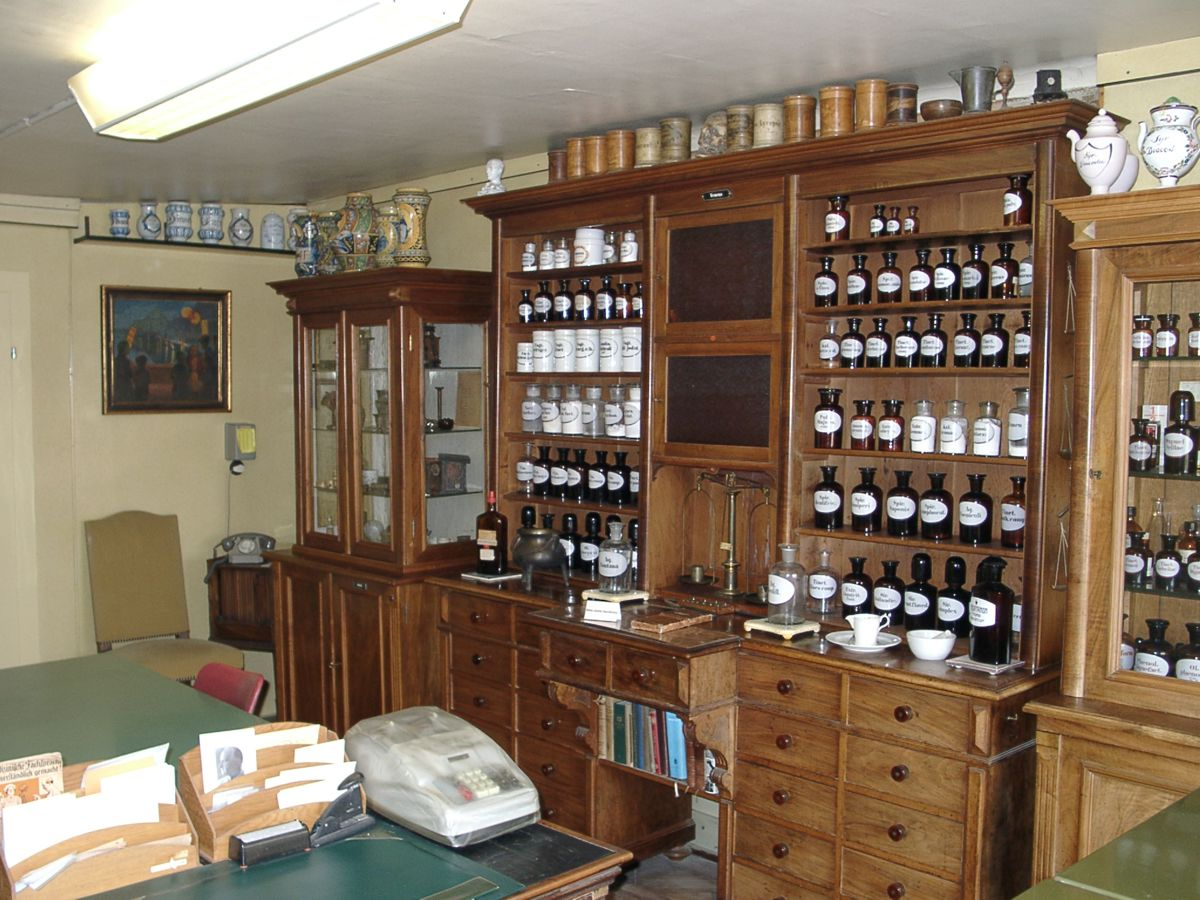
Sprechzimmer der Arztpraxis

- barockes Kunsthandwerk aus der Region um Beromünster: Möbel, Fayencen, Zinn, Goldschmiedearbeiten, Porträts, Trachtenschmuck
- Kunst- und Kulturgut aus dem Raum Luzern / Innerschweiz: Sakrale Skulpturen, Druckgraphik (Trachten, Ortsansichten, Freischaren und Sonderbund)
- religiöse Volkskunst und Amulette
- Medizingeschichte: Paracelsica, Apothekergefässe, alte medizinische Instrumente
- bürgerliche Wohnkultur mit historischer Arztpraxis

Jedes Jahr wird ein Teilgebiet der Sammlung wissenschaftlich aufgearbeitet. Die Forschungsergebnisse und typische Objekte aus diesem Sammlungsteil werden in einer Sonderausstellung im Dolderkeller und in einer begleitenden Publikation der Öffentlichkeit präsentiert.

## Bibliothek

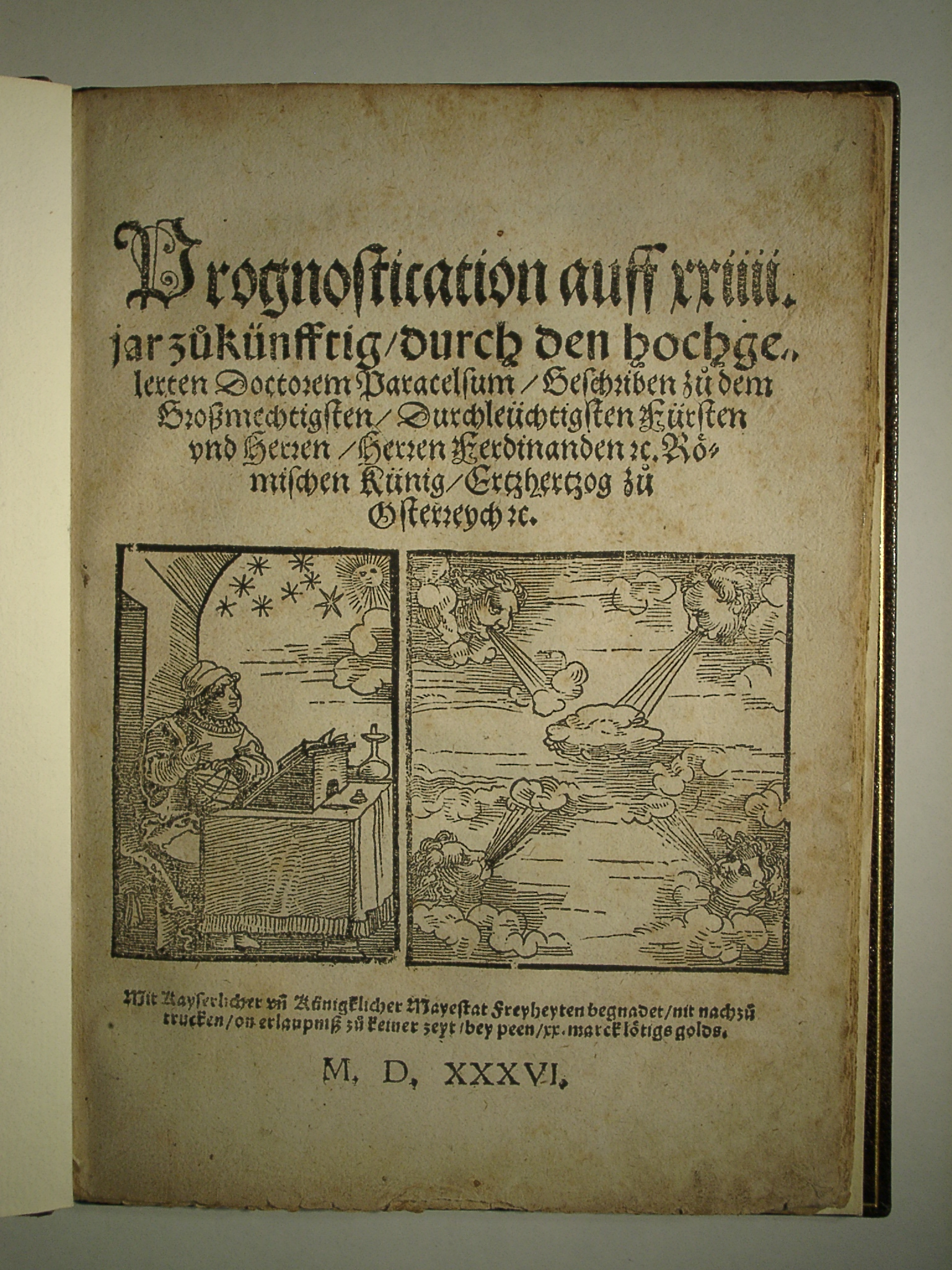
Paracelsus: Prognostication auf xxiiii jar zukünfftig, 1536

Die Bibliothek des Dolderhauses umfasst ca. 5000 Werke aus den Hauptgebieten Helvetica und Medizingeschichte. Die medizinhistorische Bibliothek enthält einen bedeutenden Bestand an Paracelsica und medizinischen Ratgebern aus dem 16.–18. Jahrhundert. Der Anteil an alten und raren Druckwerken ist hoch. Darunter sind auch einige Inkunabeln, zwei davon aus der Offizin des Helias Helye in Beromünster.
Ein besonderes Anliegen der Sammlerfamilie war die Dokumentation der reichen Lokalgeschichte. Die Schriften über Beromünster und den Kanton Luzern, resp. von Beromünsterer und Luzerner Autoren nehmen einen beachtlichen Platz ein. Vertreten sind u. a. die Werke von schweizweit bekannten Gelehrten aus Beromünster, vom Philosoph und Politiker Ignaz Paul Vital Troxler (1780–1866), vom Sprachwissenschaftler Renward Brandstetter (1860–1942) oder vom Historiker Josef Eutych Kopp (1793–1866).
Die Bibliothek im Haus zum Dolder wurde ins Handbuch der historischen Buchbestände in der Schweiz (HHCH) aufgenommen.

## Dolderkeller

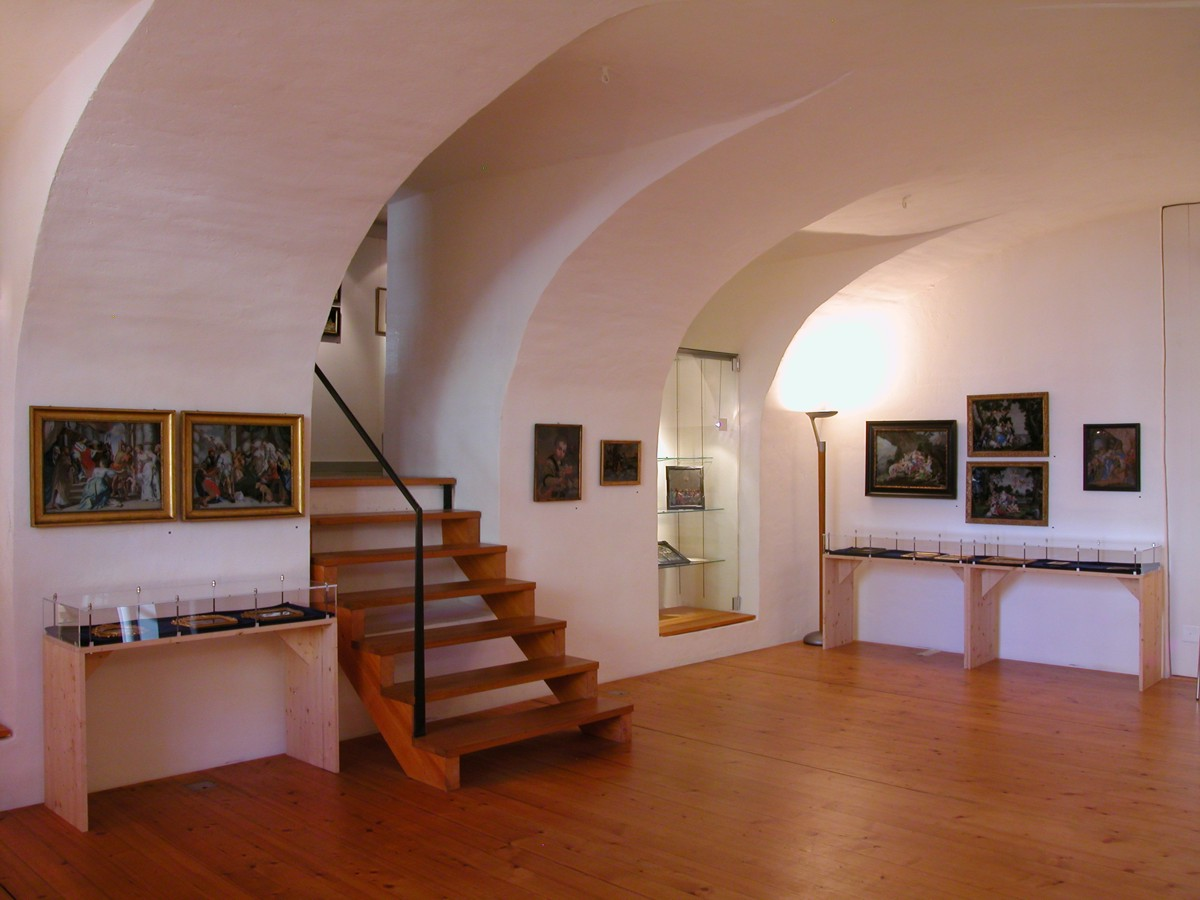
Dolderkeller

Im Haus zum Dolder wurde seit seiner Erbauung 1764 bis zum Jahr 1866 eine Pintenwirtschaft geführt. Im Gewölbekeller des Erdgeschosses waren die grossen Weinfässer gelagert. Dieser Keller ist 1998 zu einem Kulturraum ausgebaut worden, wo unter anderem die alljährliche Sonderausstellung des Museums gezeigt wird.